# 라파엘 마르케스
라파엘 마르케스 알바레스(스페인어: Rafael Márquez Álvarez, 1979년 2월 13일, 멕시코 미초아칸주 사모라 ~ )는 멕시코의 전 축구 선수로, 주 포지션은 센터백이며, 때로는 수비형 미드필더로 뛰기도 한다.
스페인 프리메라리가의 팀 FC 바르셀로나에서 대부분의 선수 시절을 보냈으며, 7년간 12개의 우승컵을 들어올렸다. 그러나 부상으로 제라르드 피케에게 밀려 2010년 뉴욕 레드불스로 자유 이적한 후, 2012년 12월 멕시코의 클럽 레온으로 이적했다. 그리고 2014년 2년만에 다시 유럽으로 돌아와 이탈리아의 엘라스 베로나 FC에서 뛰고 2016년부터 2018년까지 아틀라스 소속을 끝으로 커리어를 마감했다.

## 수상

### 클럽

#### AS 모나코 FC
- 리그 앙 : 1999-2000
- 쿠프 드 라 리그 : 2002–03
- 트로페 데 샹피옹 : 2000

#### FC 바르셀로나
- 라 리가 : 2004–05, 2005–06, 2008–09, 2009–10
- 코파 델 레이 : 2008–09
- 수페르코파 데 에스파냐 : 2005, 2006, 2009
- UEFA 챔피언스 리그 : 2005–06, 2008–09
- UEFA 슈퍼컵 : 2009
- FIFA 클럽 월드컵 : 2009

### 국가

#### 멕시코
- 2002년 FIFA 월드컵 멕시코 국가대표
- 2006년 FIFA 월드컵 멕시코 국가대표
- 2010년 FIFA 월드컵 멕시코 국가대표
- 2014년 FIFA 월드컵 멕시코 국가대표
- 2018년 FIFA 월드컵 멕시코 국가대표
- FIFA 컨페더레이션스컵 : 1999
- CONCACAF 골드컵 : 2000, 2003, 2007, 2011

개인
- 2014년 FIFA 월드컵 맨 오브 더 매치 : vs. 크로아티아 (조별리그)

## 같이 보기
- A매치 100경기 이상 출전한 축구 선수 명단